# Homes blaus del Minch
Els homes blaus del Minch, també coneguts com a kelpies de tempesta (en gaèlic escocès, na fir ghorma), són criatures llegendàries que habiten el tram d'aigua entre el nord de les Hèbrides Exteriors i l'Escòcia continental, que busquen mariners per ofegar-los i vaixells per enfonsar-los. Sembla que estan localitzats a The Minch i les zones circumdants al nord i fins a l'est fins a Wick, desconeguts a altres parts d'Escòcia i sense homòlegs a la resta del món.
A part del seu color blau, aquestes criatures llegendàries s'assemblen molt als humans i tenen aproximadament la mateixa mida. Tenen el poder de crear tempestes, però quan fa bon temps suren dormint sobre o just sota la superfície de l'aigua. Els homes blaus neden amb el tors per sobre l'aigua, girant-se i bussejant com ho fan les marsopes. Són capaços de parlar, i quan un grup s'acosta a un vaixell, el seu cap pot cridar dos versos de poesia al capitá del vaixell i desafiar-lo a completar el vers. Si el patró falla en aquesta tasca, els homes blaus intentaran sotsobrar el seu vaixell.
Els suggeriments per explicar els mítics homes blaus inclouen que poden ser una personificació del mar, o s'originen amb els pictes, els cossos pintats dels quals poden haver donat la impressió d'homes sortint de l'aigua si els veiessin creuant el mar en vaixells que podria haver semblat caiacs. La gènesi dels homes blaus pot estar alternativament amb els esclaus nord-africans que els víkings van portar amb ells a Escòcia, on van passar els mesos d'hivern a prop de les illes Shiant, a The Minch.

## Etimologia
The Minch, un estret que separa les terres altes del nord-oest d'Escòcia i les Hèbrides Interiors del nord de les Hèbrides Exteriors del nord, és la llar dels homes blaus. Els termes en gaèlic escocès per als homes blaus és na fir ghorma (en el genitiu fear gorm, per exemple sruth nam fear gorm «el corrent dels homes blaus»).
Els homes blaus també s'anomenen «kelpies de tempesta». Els kelpies, els esperits aquàtics més comuns en el folklore escocès, solen descriure's com a cavalls poderosos, però el nom s'atribueix a diverses formes i faules diferents a tot el país. El nom «kelpie» pot derivar del gaèlic escocès calpa o cailpeach, que significa «jònega» o «poltre».

## Creences populars

### Descripció i atributs comuns
Els mítics homes blaus podrien haver format part d'una tribu «d'àngels caiguts» que es van dividir en tres; la primera es va convertir en les fades que habiten a terra, la segona va evolucionar fins a convertir-se en el mar que habita els homes blaus, i la resta els Merry Dancers (alegres ballerins) de l'aurora boreal al cel.
Les criatures llegendàries tenen la mateixa mida que els humans però, com el seu nom indica, són de color blau. L'escriptor i periodista Lewis Spence va pensar que eren les «personificacions del propi mar» ja que prenien la seva coloració blava de la tonalitat del mar. Les seves cares són grises i de forma llarga i algunes tenen braços llargs, que també són grisos, i afavoreixen els tocats blaus; almenys un relat afirma que també tenen ales. L'aigua tempestuosa al voltant de les illes Shiant a 19 km al nord de Skye, una zona subjecta a marees ràpides en tots els temps, flueix al costat de les coves habitades pels homes blaus, un tram d'aigua conegut com el «Corrent de la Destrucció» a causa de al nombre de vaixells naufragats allà.

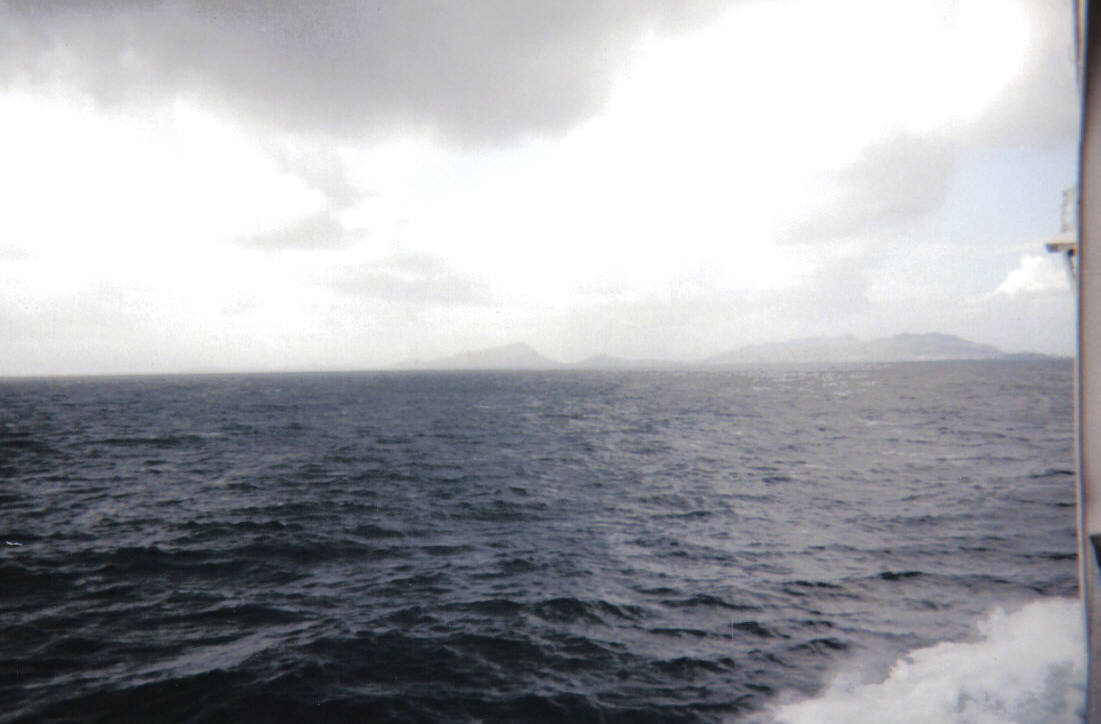
The Little Minch, la llar dels homes blaus
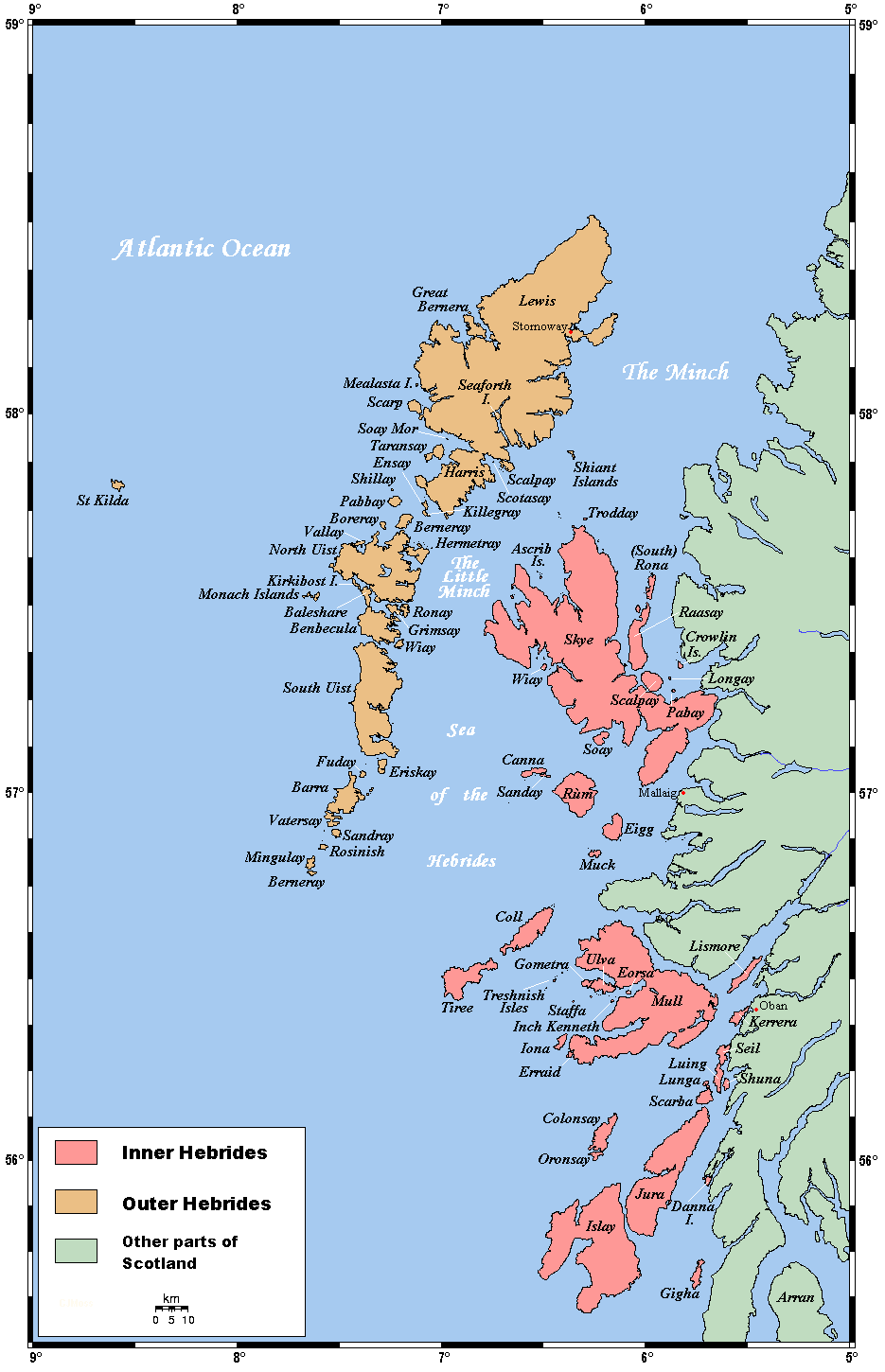
Mapa de les Hèbrides, que mostra The Minch

Tot i que s'informa que altres kelpies de tempesta habiten al golf de Corrievreckan, descrits pel poeta, escriptor i folklorista Alasdair Alpin MacGregor com «el més ferotge dels kelpies de tempesta de les Terres Altes», els homes blaus es troben confinats a una àrea molt restringida. Segons Donald A. Mackenzie, no tenen homòlegs en altres llocs del món ni tan sols en altres zones d'Escòcia; un rang tan limitat és rar per a les creences en esperits i dimonis. El folklorista i ministre de Tiree John Gregorson Campbell diu que eren desconeguts a Argyll, a la costa propera del continent, per exemple, tot i que el ministre de l'Església d'Escòcia John Brand, que va visitar Quarff a les Shetland a mitjans del 1700, explica una història del que podria haver estat un home blau a les aigües de l'illa. En forma d'ancià barbut, va sortir de l'aigua espantant els passatgers i la tripulació d'un vaixell que seguia.
En els contes tradicionals, els homes blaus tenen el poder de crear tempestes severes, però quan fa bon temps dormen o suren just sota la superfície de l'aigua. Neden amb el tors de cintura per sobre de l'aigua, girant-se i bussejant-se de manera semblant a una marsopa. Per divertir-se, les criatures juguen quan el cel és clar i brillant a la nit. Són capaços de parlar i conversar amb els mariners i són especialment vocals quan remullen els vaixells amb ruixats d'aigua, rugint de riure quan els vaixells sotsobren.

Quan els homes blaus es reuneixen per atacar els vaixells que passen, el seu cap, de vegades anomenat Shony, treu el cap de l'aigua i crida dues línies de poesia al capità del vaixell, i si no pot afegir dues línies per completar el vers, els homes blaus ataquen el seu vaixell. Mackenzie destaca el següent intercanvi entre el patró d'un vaixell i el cap dels homes blaus:
| « | (anglès) Blue Chief: Man of the black cap what do you say As your proud ship cleaves the brine? Skipper: My speedy ship takes the shortest way And I'll follow you line by line Blue Chief: My men are eager, my men are ready To drag you below the waves Skipper: My ship is speedy, my ship is steady If it sank, it would wreck your caves. | (català) Cap Blau: Home de la gorra negra què dius mentre el teu orgullós vaixell escindeix la salmorra? Capità: El meu vaixell ràpid pren el camí més curt i et seguiré línia per línia Cap Blau: Els meus homes estan ansiosos, els meus estan preparats per arrossegar-te per sota de les ones Capità: El meu vaixell és ràpid, el meu vaixell és estable Si s'enfonsés, destrossaria les vostres coves. | » |

Les ràpides respostes van sorprendre al cap dels homes blaus; derrotats i incapaços de fer cap dany al vaixell, els homes blaus van tornar a les seves coves submarines, permetent al vaixell el pas lliure per l'estret. Els homes blaus també poden pujar a bord d'un vaixell que passa i demanar un tribut a la seva tripulació, amenaçant que si se'ls dona, aixecaran una tempesta.

### Captura i mort
Cap dels contes supervivents mencionen intents de matar aquests esperits, però una història de Gregorson Campbell parla de la captura d'un home blau. Els mariners agafen un home blau i el lliguen a bord del seu vaixell després de trobar-lo «dormint sobre les aigües». Dos companys blaus els persegueixen, cridant-lo mentre neden cap al vaixell:
| «                         | Duncan és un, Donald dos Necessitaràs un altre abans d'arribar a la costa? | » |
| — [Mackenzie 1917, p. 83] |                                                                            |   |

En escoltar les veus dels seus companys, l'esperit capturat s'allibera de les seves lligadures i salta per la borda mentre respon:
| «                         | Sento la veu de Duncan, Donald també està a prop Però el fort Ian More no necessita ajudants. | » |
| — [Mackenzie 1917, p. 83] |                                                                                               |   |

Així doncs, els mariners creien que tots els homes blaus tenen noms amb els quals es dirigien.

## Orígens del mite

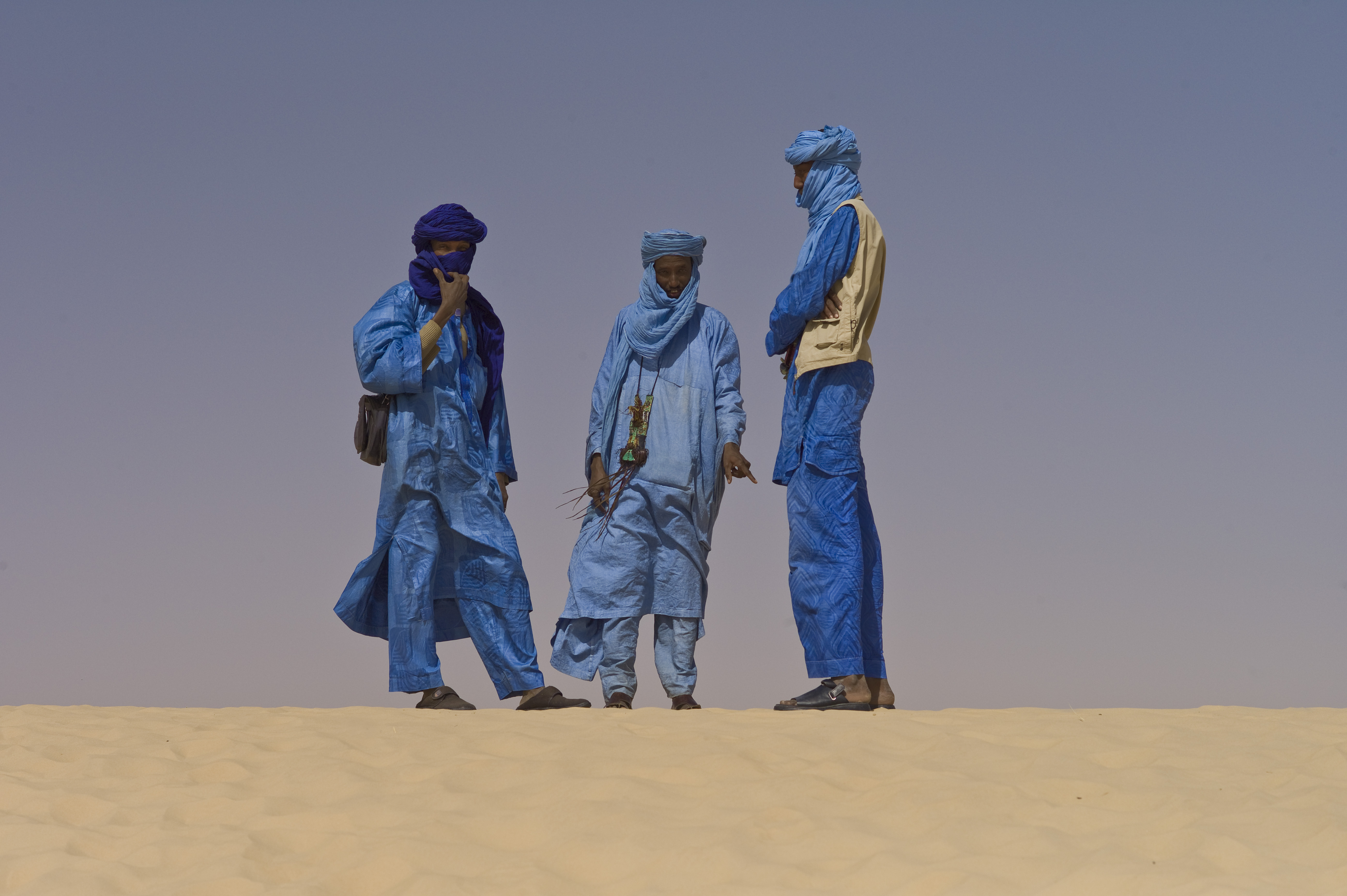
Els mítics homes blaus poden haver-se originat amb el poble tuàreg del Sàhara

L'explicació de Mackenzie sobre la llegenda dels homes blaus es va basar en part en la investigació dels Annals d'Irlanda i es remunta als temps de Harald I de Noruega, el primer rei nòrdic, i les seves batalles contra els víkings. El terme gaèlic escocès fir ghorma, que significa «homes blaus», és el descriptor d'un home negre segons Dwelly. Així, sruth nam fear gorm, un dels noms gaèlics dels homes blaus, es tradueix literalment com «corrent dels homes blaus», o «riu, marea o corrent de l'home negre». Al voltant del segle IX, els víkings van prendre els moros que havien capturat i utilitzaven com a esclaus a Irlanda. Els víkings van passar els mesos d'hivern a prop de les illes Shiant, i Mackenzie atribueix la història dels homes blaus als «esclaus estrangers abandonats». Cita un fragment de les Primeres fonts d'història escocesa de l'historiador Alan Orr Anderson, del 500 al 1286:
| « | Aquests eren els homes blaus [fir gorma], perquè els moros són iguals que els negres; Mauritània és el mateix que la terra negra [literalment, el mateix que la negror]. | » |

Informes de diaris més recents han repetit la hipòtesi de Mackenzie. L'historiador Malcolm Archibald coincideix que la llegenda prové dels dies en què els nòrdics tenien esclaus nord-africans, però especula que el mite pot haver-se originat amb el poble tuàreg de l'Àfrica sahariana, que eren coneguts com els «homes blaus del desert».
L'origen dels homes blaus del Minch pot estar alternativament amb «persones tatuades»,concretament els pictes (el nom llatí picti significa «gent pintada»). Si se'ls va veure creuant l'aigua en vaixells semblants als caiacs dels Finn-men, potser haurien donat als simples illencs i mariners la impressió de veure només la part superior del cos sortint de l'aigua.